# Comitato olimpico portoghese
Il Comitato Olimpico Portoghese, o Comité Olímpico de Portugal in lingua portoghese (COP) è il massimo organo sportivo del Portogallo. Fu fondato il 26 ottobre 1909 per assicurare un'organizzazione logistica ed economica per la delegazione portoghese alla V Olimpiade. Con esso il Portogallo è stata la 13ª nazione ad aderire al Movimento olimpico.
All'interno del COP sono raggruppate 64 federazioni sportive nazionali, ognuna con diritto di voto. La sede si trova a Lisbona e l'attuale presidente è José Vicente de Moura, eletto nel 1997 e al suo terzo mandato consecutivo. Il segretario generale è Victor Fonseca da Mota. L'ex-presidente COP Fernando Lima Bello è invece l'attuale delegato portoghese al Comitato Olimpico Internazionale.

## Presidenti
- Jaime Mauperrin Santos (1909-1912)
- António Prestes Salgueiro (1919-1923)
- José Pontes (1924-1956)
- Francisco Nobre Guedes (1957-1968)
- Alexandre Correia Leal (1969-1972)
- Gaudêncio Costa (1973-1976)
- Daniel Sales Grade (1977-1980)
- Fernando Lima Bello (1981-1989)
- José Vicente de Moura (1990-1992)
- Vasco Lynce (1993-1996)
- José Vicente de Moura (1997-presente)